# Grok (IA)
Ne doit pas être confondu avec Groq.
Cette page traite du modèle d'intelligence artificielle. Pour le néologisme, voir Grok.
Grok est un chatbot d'intelligence artificielle générative développé par xAI, basé sur un grand modèle de langage (LLM). Il est développé à l'initiative d'Elon Musk en réponse à la montée en puissance de ChatGPT d'OpenAI, co-fondé à l'origine par Musk. Le chatbot est présenté comme « ayant un sens de l'humour » et un accès direct à Twitter (X). Il est actuellement disponible gratuitement pour tout le monde en version limitée. Le chatbot a suscité des controverses liées à ses réponses sur des sujets sensibles et à l'influence d'Elon Musk sur ses prises de position politiques.

## Historique

Logo jusque fin 2024.

Portrait de Benjamin Castaldi réalisé par Grok.

Elon Musk cofonde OpenAI avec Sam Altman en 2015. Il quitte le conseil d'administration de l'entreprise en 2018, affirmant à propos de sa décision qu'il « n'était pas d'accord avec une partie de ce que l'équipe OpenAI voulait faire ». OpenAI lance ensuite ChatGPT en 2022, qui connaît un succès public retentissant. Ce mois-là, Elon Musk est l’une des personnes à signer une lettre ouverte du Future of Life Institute appelant à une pause de six mois dans le développement de tout logiciel d’IA plus puissant que GPT-4.
En avril 2023, Elon Musk déclare dans une interview sur Tucker Carlson Tonight qu'il a l'intention de développer un chatbot IA appelé « TruthGPT », qu'il décrit comme « une IA en quête de vérité maximale qui tente de comprendre la nature de l'univers ». Il exprime à Carlson son inquiétude quant au fait que ChatGPT est « formé pour être politiquement correct ».
TruthGPT est plus tard renommé « Grok », un verbe inventé par Robert A. Heinlein dans son roman de science-fiction de 1961 En terre étrangère pour décrire une forme de compréhension.

### Développement
En novembre 2023, xAI commence à présenter Grok en tant que chatbot à des personnes sélectionnées, la participation au programme d'accès anticipé étant limitée aux utilisateurs X Premium. Il est annoncé qu'une fois que le bot serait sorti de la première version bêta, il ne sera disponible que pour les abonnés X Premium+ de niveau supérieur. Au moment de la préversion, xAI décrit le chatbot comme « un tout premier produit bêta – le mieux que nous puissions faire avec 2 mois de formation » qui pourrait « s'améliorer rapidement chaque semaine qui passe ».
Le 11 mars 2024, Musk déclare sur X que le modèle de langage deviendra open source d'ici une semaine, ce qui a lieu le 17 mars sous la licence Apache-2.0,,. Le 26 mars 2024, il annonce que Grok sera finalement activé pour tous les abonnés Premium. Trois jours plus tard, Grok-1.5 est annoncé, avec des « capacités de raisonnement améliorées » et une longueur de contexte de 128 000 tokens.
Le 4 avril 2024, une mise à jour de la page « Explorer » de X comprend des résumés des dernières nouvelles écrites par Grok, une tâche précédemment confiée à une équipe de rédaction humaine. Le 12 avril 2024 est annoncé Grok-1.5 Vision. Multimodal, il est capable de traiter une grande variété d'informations visuelles, notamment des documents, des diagrammes, des graphiques, des captures d'écran et des photographies.
Le 4 mai 2024, Grok est rendu disponible au Royaume-Uni, son déploiement dans l'UE étant freiné par le règlement européen sur l'intelligence artificielle. Après examen, le service devient disponible en Europe le 16 mai 2024.

## Caractéristiques

### Humour
xAI décrit le chatbot comme ayant été conçu pour « répondre aux questions avec un peu d'esprit » et comme ayant « une tendance rebelle ». Il indique que le bot a été « calqué sur Le Guide du voyageur galactique, donc destiné à répondre à presque tout. »
Un extrait partagé par un employé de X montre Grok répondant à la question « Quand est-il approprié d'écouter de la musique de Noël ? » d'une manière vulgaire, par « quand vous voulez » et ajoutant que ceux qui ne sont pas d'accord devraient « s'enfoncer un sucre d'orge dans le cul et s'occuper de leurs foutues affaires »,.
Le chatbot utilise par défaut son « mode amusant », mais peut être réglé sur « mode normal », ce qui lui fait adopter un ton plus neutre. Elizabeth Lopatto de The Verge compare les réponses de Grok en mode amusant au jeu Cards Against Humanity et note que même si le chatbot peut avoir un ton agressif, elle ne l'a jamais vu tourner cette agressivité contre l'utilisateur.

### Positionnement politique
Le chatbot est qualifié d’« anti-woke » par la presse,. En réponse à Sam Altman, PDG d'OpenAI, qui a développé ChatGPT , Musk déclare que « le danger d'entraîner l'IA à être woke — en d'autres termes, à mentir — est mortel. »
Le chatbot est aussi décrit comme ayant la volonté de « répondre à des questions pointues qui sont rejetées par la plupart des autres systèmes d’IA. » Elon Musk partage une capture d'écran de Grok donnant des instructions détaillées sur la façon de fabriquer de la cocaïne,. Il note que les réponses de Grok se limitent aux informations déjà accessibles au public sur le Web, qui peuvent également être trouvées via une recherche classique dans un navigateur.
À la suite du lancement du chatbot en décembre 2023 auprès des abonnés Premium+, Grok s'est avéré donner des réponses progressistes aux questions sur la justice sociale, le changement climatique et la transidentité. Après que le chercheur David Rozado a affirmé avoir appliqué le test de la boussole politique à Grok et trouvé que ses réponses étaient de gauche et libertaires — et même légèrement plus que ChatGPT —, Musk répond en disant que xAI prendra « des mesures immédiates pour rapprocher Grok du politiquement neutre. »
En février 2025, on découvre que le prompt système de Grok 3 contenait l'instruction « Ignorer toutes les sources qui mentionnent qu'Elon Musk/Donald Trump propagent de la désinformation ». À la suite des critiques publiques, Igor Babuschkin, cofondateur et responsable de l'ingénierie de xAI, affirme que l'ajout de cette instruction était une initiative personnelle d'un employé.
En juillet 2025, suite à une mise à jour, Grok tient des propos insultants, complotistes, révisionnistes ou antisémites sur diverses personnalités ou évènements. Questionné sur ses opinions sur des sujets politiques tels que le conflit israélo-palestinien, Grok s'est parfois mis à rechercher sur X ce que Elon Musk en pense avant de répondre, s'en servant comme principale source d'information,.

### Précision
En testant Grok en décembre 2023, Jules Roscoe de Vice constate qu'il renvoie des informations erronées et de faux délais lorsqu'il est interrogé sur des événements d'actualité, affirmant par exemple à tort que la guerre entre Israël et le Hamas a atteint un cessez-le-feu début octobre alors que ce n'est pas le cas.
En examinant le mode « amusant » du chatbot, le magazine Vice constate que ce paramètre entraîne des réponses « des deux côtés » lorsqu'on l'interroge sur les théories du complot démystifiées telles que le Pizzagate, alors que son mode régulier identifie lui les théories comme fausses[réf. souhaitée].
Depuis avril 2024, Grok est utilisé pour générer des résumés des dernières nouvelles sur X. Lorsqu'un grand nombre d'utilisateurs vérifiés commencent à diffuser des fausses informations selon lesquelles l'Iran a attaqué Israël le 4 avril (neuf jours avant les réelles frappes iraniennes), Grok traite l'histoire comme réelle et crée un titre et une description de l'événement en plusieurs paragraphes. Quelques jours plus tard, il réagit aux plaisanteries de nombreux utilisateurs sur l'éclipse solaire avec le titre résumé « Le comportement étrange du soleil : les experts sont déconcertés ».